# Man Raze
Man Raze ist eine britische Rockband. Das Trio besteht aus dem Gitarristen und Sänger Phil Collen (Def Leppard), dem Schlagzeuger Paul Cook (Sex Pistols) und dem Bassisten Simon Laffy (ehemals Girl).

## Geschichte
Phil Collen war Anfang der 1980er Jahre Gitarrist der britischen Glam-Rock-Band Girl, die mit ihren Alben Sheer Greed (1980) und Wasted Youth (1982) sowie der Single Hollywood Tease Achtungserfolge erzielen konnte. Sheer Greed erreichte Platz 33 der britischen Charts, Wasted Youth Platz 77. Hollywood Tease erreichte am 19. April 1980 Platz 55 der britischen Single-Charts. Zur Besetzung von Girl gehörte auch der Bassist Simon Laffy. Nachdem Collen zu Def Leppard gewechselt war, bestand die Freundschaft der beiden Musiker weiter.
Paul Cook wurde als Gründungsmitglied der Sex Pistols bekannt und war später Mitglied der Band The Professionals, die sich 1982 wieder auflöste.
Als Collen 2004 nach London kam, um sich um seinen sterbenden Vater zu kümmern, traf er sich auch mit Laffy, um ihm einige Lieder vorzuspielen, die er nicht für Def Leppard geschrieben hatte. Laffy war interessiert, mit Collen an dem Material zu arbeiten, und sie waren sich schnell einig, dass eine Band gegründet werden sollte, um das Material zu spielen und aufzunehmen. Collen traf wenig später zufällig Paul Cook, und es ergab sich die Möglichkeit zu einer Zusammenarbeit.
Im Oktober 2005 veröffentlichte die Gruppe eine EP mit dem Titel Skincrawl, im September 2007 folgte das Debütalbum mit dem Titel Surreal. Eine weitere Veröffentlichung erfolgte am 31. Mai 2011, als die Gruppe ihre Single Over my Dead Body herausbrachte, der am 31. Juli 2011 das Album Punkfunkrootsrock folgte.
Am 7. Februar 2012 wurde die Single Take on the World veröffentlicht, die Teil des Soundtracks zum Film The Showdown: I, Super Biker II ist.

## Diskografie
- 2005: Skincrawl (EP, Surrealist Records)
- 2007: Surreal (Album, VH1 Classic Records)
- 2011: Over My Dead Body (Single)
- 2011: Punkfunkrootsrock (Album, Rocket Science Ventures)
- 2012: Take on the World (Single)
- 2013: I Surrender (EP)